# 21990 Garretyazzie
21990 Garretyazzie este un asteroid din centura principală de asteroizi.

## Descriere
21990 Garretyazzie este un asteroid din centura principală de asteroizi. A fost descoperit pe 6 decembrie 1999 la Socorro, New Mexico, în cadrul proiectului LINEAR. Asteroidul prezintă o orbită caracterizată de o semiaxă mare de 2,92 ua, o excentricitate de 0,10 și o înclinație de 2,6° în raport cu ecliptica.